# Maurice Herbert Dobb
Maurice Herbert Dobb (3 de septiembre de 1900 - 17 de agosto de 1976) fue un economista inglés marxista quien estudió el modo de producción feudal, y la teoría económica desde un punto de vista marxista.
Fue uno de los discípulos preferidos del economista John Maynard Keynes. Asimismo, fue mentor de Eric Hobsbawm y de Amartya Sen.
Ya en su libro de historia del capitalismo, brinda muy ampliamente su aporte del estudio marxista el análisis económico, de los orígenes del capitalismo ya que de manera muy científica aplicando las leyes dialécticas evidencia, como es en esencia y unilateral la manera en que se convierte el obrero explotado, que nos amplia el análisis científico desde la economía marxista. 
Formó parte del influyente grupo de Historiadores Marxistas Británicos, siendo una de sus más prominentes figuras. Algunas de sus obras como Introducción a la economía fueron publicadas por el Fondo de Cultura Económica.
Tuvo especial interés en comprender las teorizaciones económicas, contextuándolas en su espacio y tiempo, y desmitificar los antagonismos para concluir que tanto la economía política como la economía neoclásica se ocupaban de cuestiones diferentes.

## Biografía
Maurice Dobb nació en el seno de una familia de clase alta. Dobb inició sus estudios de Economía en 1919 en la Universidad de Cambridge. Dentro de ella, formó parte de la Sociedad Socialista Universitaria. En 1920 John Maynard Keynes invitó a Dobb para que se uniera al Club de Economía Política, conformado por los mejores aspirantes a economistas de dicha universidad según Keynes. En 1922 se afilió al Partido Comunista de Gran Bretaña, tras una breve militancia en el Partido Laborista Independiente.
Posteriormente, tras obtener un doctorado en la Escuela de Economía de Londres, Dobb consigue un puesto en la Universidad de Cambridge bajo la mediación de Keynes. Laboró en dicha universidad por más de cuatro décadas hasta 1967.
Durante los años 1950, Dobb se asoció con el economista italiano Piero Sraffa para la edición de una obra voluminosa sobre la correspondencia y los trabajos de David Ricardo. Dobb concebía la economía marxista como sucesora lógica de la economía política clásica.
Pese a que en un momento mantuvo una estrecha cercanía con Keynes, Dobb mantuvo ciertas críticas con las ideas de su mentor. Asimismo, aunque en un principio fue entusiasta del modelo estalinista, posteriormente se dedicó a formular una «economía política del socialismo» para una era posestalinista.
Maurice Dobb fallecería en Cambridge en el año 1976.

## Algunas publicaciones
- Capitalist Enterprise and Social Progress, 1925
- Russian Economic Development since the Revolution, 1928
- Wages, 1928
- "Economic Theory and the Problems of a Socialist Economy", 1933, EJ.
- Political Economy and Capitalism: Some essays in economic tradition, 1937
- Marx as an Economist, 1943
- Studies in the Development of Capitalism, 1946
- Soviet Economic Development Since 1917, 1948
- Some Aspects of Economic Development, 1951
- On Economic Theory and Socialism, 1955
- An Essay on Economic Growth and Planning, 1960
- Papers on Capitalism, Development and Planning, 1967
- Welfare Economics and the Economics of Socialism, 1969
- "The Sraffa System and Critique of the Neoclassical Theory of Distribution", 1970, De Economist
- Socialist Planning: Some problems.  1970
- Theories of Value and Distribution Since Adam Smith, 1973
- "Some Historical Reflections on Planning and the Market", 1974, in Abramsky, editor, Essays in Honour of E.H.Carr, London, Macmillan Press